# Kánya
Kánya là một thị trấn thuộc hạt Somogy, Hungary. Thị trấn này có diện tích 14,52 km², dân số năm 2010 là 425 người, mật độ 29 người/km².